# Valtatie 22

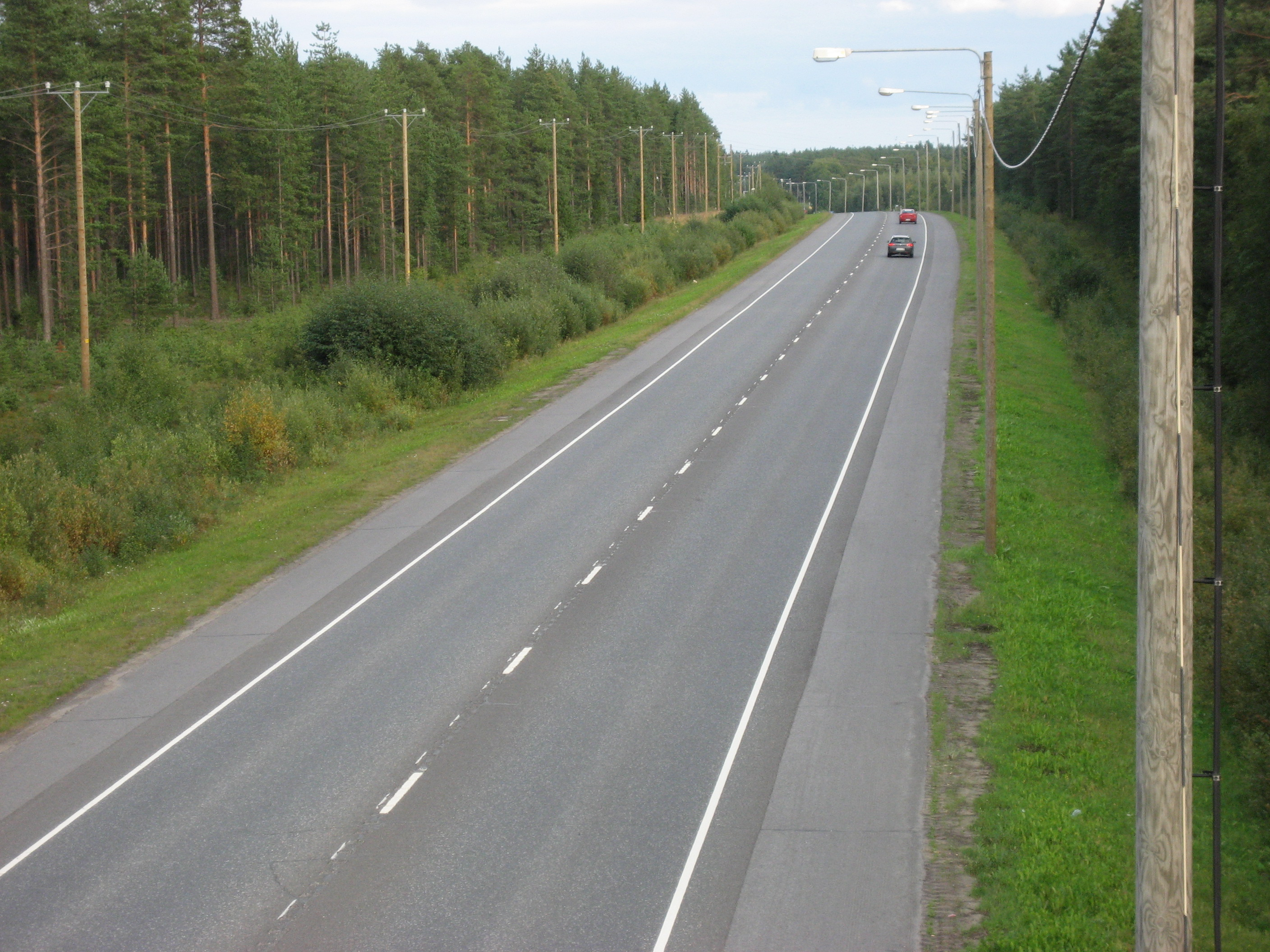
La Valtatie 22 nei pressi di Maikkula, Oulu

La Valtatie 22 (in svedese Riksväg 22) è una strada statale finlandese. Ha inizio a Oulu e si dirige verso sud-est dove si conclude dopo 185 km nei pressi di Kajaani.

## Percorso
La Valtatie 22 tocca i comuni di Muhos, Utajärvi, Vaala e Paltamo.

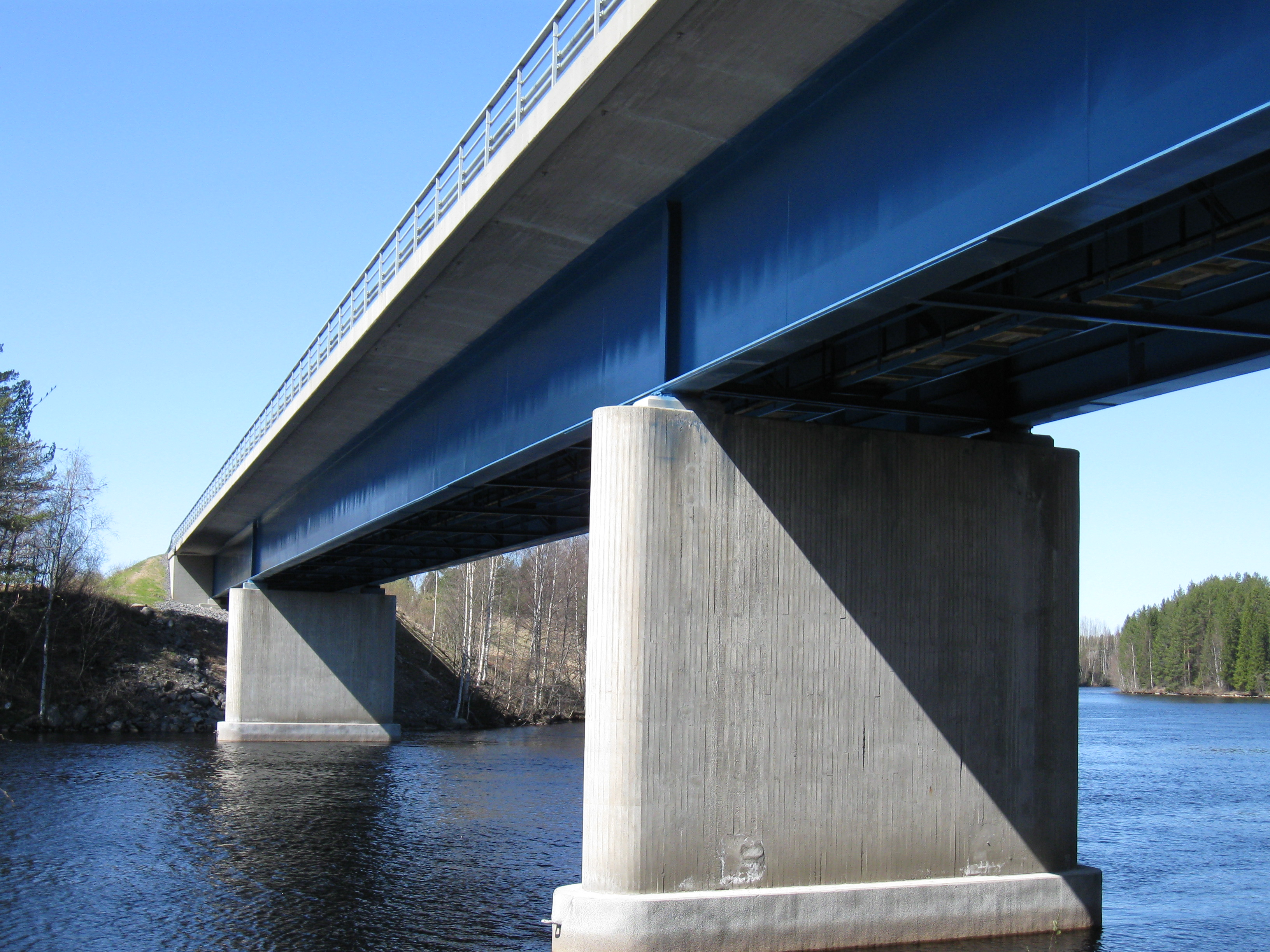
La Valtatie 22 nei pressi di Utajärvi